# Уравнение седьмой степени
Уравне́ние седьмо́й сте́пени — алгебраическое уравнение, имеющее максимальную степень 7. В общем виде может быть записано следующим образом:
{\displaystyle ax^{7}+bx^{6}+cx^{5}+dx^{4}+ex^{3}+fx^{2}+gx+h=0,\,} где a ≠ 0. Если a = 0, то f(x) — уравнение шестой степени (b ≠ 0), уравнение пятой степени (b = 0, c ≠ 0) и так далее.

График многочлена седьмой степени с 7 вещественными нулями и 6 критическими точками. В зависимости от количества и вертикального расположения экстремумов, уравнение седьмой степени может иметь 7, 5, 3 или 1 действительный корень, подсчитанный с учётом кратности; количество сложных комплексных корней равно 7 минус количество действительных корней.

Уравнение может быть получено из функции, установив f(x) = 0. Коэффициенты a, b, c, d, e, f, g могут быть целыми числами, рациональными числами, действительными числами, комплексными числами или, в более общем случае, членами любого алгебраического поля.
Вследствие нечётности степени функции седьмой степени при построении графика выглядят аналогично функциям третьей и пятой степеней, за исключением того, что они могут обладать дополнительными локальными экстремумами (до трёх максимумов и трёх минимумов). Производной от функции седьмой степени является функция шестой степени.

## Разрешимые уравнения седьмой степени
Отдельные уравнения седьмой степени могут быть решены путём разложения на радикалы. Французский математик Эварист Галуа разработал методы определения разрешимости уравнения с помощью радикалов, которые положили начало теории Галуа. Чтобы привести пример неприводимого, но разрешимого в обобщённом случае уравнения седьмой степени, можно обобщить разрешимое уравнение де Муавра пятой степени, чтобы получить функцию следующего вида:
{\displaystyle x^{7}+7\alpha x^{5}+14\alpha ^{2}x^{3}+7\alpha ^{3}x+\beta =0\,}, где {\displaystyle y^{2}+\beta y-\alpha ^{7}=0\,}.
Это означает, что уравнение седьмой степени получается путём применения u и v: x = u + v, uv + α = 0, u7 + v7 + β = 0.
Из этого следует, что 7 корней уравнения седьмой степени имеют вид {\displaystyle x_{k}=\omega _{k}{\sqrt[{7}]{y_{1}}}+\omega _{k}^{6}{\sqrt[{7}]{y_{2}}}}, где ωk — любой из 7 корней уравнения. Группа Галуа в этом случае является максимальной разрешимой группой 42-го порядка.
Другое разрешимый класс уравнений седьмой степени имеет вид:
{\displaystyle x^{7}-2x^{6}+(\alpha +1)x^{5}+(\alpha -1)x^{4}-\alpha x^{3}-(\alpha +5)x^{2}-6x-4=0\,}
члены которого отображаются в базе данных числовых полей Клунера (англ. Kluner's Database of Number Fields). Его дискриминант имеет вид:
{\displaystyle \Delta =-4^{4}\left(4\alpha ^{3}+99\alpha ^{2}-34\alpha +467\right)^{3}\,}
Группа Галуа данного класса уравнений — двугранная группа 14-го порядка.
Общее уравнение седьмой степени может быть решено с помощью чередующихся или симметричных групп A7 или S7. Для решения таких уравнений требуются гиперэллиптические функции и связанные с ними тета-функции 3-го рода. Однако математики XIX-го века, изучавшие решения алгебраических уравнений, намеренно не уделяли внимания этим уравнениям, поскольку решения уравнений шестой степени уже были на пределе их вычислительных возможностей без применения ЭВМ.
Уравнения седьмой степени — это уравнения низшего порядка, для которых не очевидно, что их решения могут быть получены путем наложения непрерывных функций двух переменных. Тринадцатая проблема Гильберта была мотивирована применением методов номографии к вычислению корней уравнений высоких степеней, и касалась представимости функций нескольких переменных, в частности, решения уравнения седьмой степени как функции от коэффициентов, в виде суперпозиции нескольких непрерывных функций двух переменных. Владимир Игоревич Арнольд совместно с А. Н. Колмогоровым доказал в 1957 году, что любая непрерывная функция любого количества переменных представляется в виде суперпозиции непрерывных функций одной и двух переменных (и, более того, что в таком представлении можно обойтись, в дополнение к непрерывным функциям одной переменной, единственной функцией двух переменных — сложением):
{\displaystyle f(x_{1},\dots ,x_{n})=\sum _{q=0}^{2n}\Phi _{q}\left(\sum _{p=1}^{n}\psi _{q,p}(x_{p})\right).}
Функций {\displaystyle \Phi _{q}} и {\displaystyle \psi _{q,p}}, не считая нулевых, требуется не более {\displaystyle (n+1)(2n+1)} штук, в частности, для двух переменных — не более 15, для трёх — не более 28. Однако сам Арнольд считал, что подлинная сущность тринадцатой проблемы Гильберта заключается в том, могут ли быть получены решения уравнений седьмой степени путём наложения алгебраических функций двух переменных (проблема в данной формулировке по состоянию на 2023 год всё ещё остаётся открытой).

## Группы Галуа

Плоскость Фано

- Имеющие корни уравнения седьмой степени имеют группу Галуа, которая является либо циклической группой 7-го порядка, либо двугранной группой 14-го порядка, либо метациклической группой 21-го или 42-го порядка.[1]
- Группа Галуа L(3, 2) (168-го порядка) образована перестановками 7 вершинных меток, которые сохраняют 7 «прямых» в плоскости Фано.[1] Решения уравнений седьмой степени с данной группой Галуа L(3, 2) требуют анализа эллиптических, а не гиперэллиптических функций.[1]
- В противном случае группа Галуа септика является либо чередующейся группой 2520-го порядка, либо симметричной группой 5040-го порядка.

## Уравнение седьмой степени для квадрата площади вписанного пятиугольника или шестиугольника
Квадрат площади вписанного в окружность пятиугольника является корнем уравнения седьмой степени, коэффициенты которого являются симметричными функциями сторон пятиугольника. То же самое верно и для квадрата площади вписанного в окружность шестиугольника.